# 重庆市垫江实验中学校
垫江实验中学全称为重庆市垫江实验中学校，是重庆市重点中学之一，坐落于重庆市垫江县。学校建立于1930年。前身为垫江师范学校，在2000年转型为普通高完中，并于2011年升格为重庆市重点中学。

## 历史沿革
- 1930年，成立垫江乡村女子师范学校。
- 1931年，更名为乡村师范科。
- 1932年，再次更名为垫江女子乡村师范学校。
- 1994年，经国家教委评估，成为标准化师范学校。
- 1998年，垫江教师进修校被并入，更名为垫江师范进修学校[2]。
- 2000年，学校转型为普通高完中。
- 2002年，垫江县桂溪中学被并入。
- 2009年，再次更名为重庆市垫江实验中学校。
- 2011年，升格为重庆市重点中学。

## 教育情况
- 学生：约5200人
- 教职工：有教职工298人，其中182名教师曾获得重庆市市级、垫江县县级优秀教师。

## 校园文化
- 校训：博学博爱，允能允德。
- 校风：励志笃行，求实求新。
- 办学理念：求实、体验、成长。
- 办学思想：以人为本，和谐发展。